# Fjodor Nyikolajevics Jurcsihin
Fjodor Nyikolajevics Jurcsihin (oroszul: Фёдор Николаевич Юрчихин; angol írásmóddal: Fyodor Nikolayevich Yurchikhin) (Batumi, Grúzia, 1959. január 3.–) orosz űrhajós. Az űrhajósok sorrendjében 423, űrhajós a világon, a 98, orosz űrhajós.

## Életpálya
1983-ban a Moszkvai  Repülési Intézetben (MAI) szerzett felsőfokú mérnök oklevelet. Az Energia vállalatnál 1983-tól mérnök, 1988-tól vezető mérnök, oktató-űrhajós-tesztelő. 1991-től előbb a Mir-űrállomás műszereinek üzemeltetéséért volt felelős, majd a Progressz űrhajók tervezésével foglalkozott. 1995-1997 között a Mir–NASA összekötő mérnöke. 2001-ben a Moszkvai Állami Egyetemen közgazdaság tudományból doktorált.
1997. július 28-tól részesült űrhajóskiképzésben. Kiképzését a Jurij Gagarin Űrhajóskiképző Központban és a Lyndon B. Johnson Űrközpontban kapta. Négy űrutazás alatt összesen 370 napot, 20 órát, 14 percet és 29 másodperc töltött a világűrben. Hat űrséta (kutatás, szerelés) alatt 38 órát és 40 percet töltött az űrállomáson kívül.

## Űrrepülések
- STS–112, a Atlantis űrrepülőgép 26. repülésének küldetésfelelőse. A Nemzetközi Űrállomásra (ISS) szállították az S1 rácselemet, valamint logisztikai anyagszállítást (életfeltételek, csereeszközök- és műszerek, integrált rácsszerkezet) végzett. Repülés közben a világon elsőként vett rész (orosz) népszámlálásban. Első űrszolgálata alatt összesen 10 napot, 19 órát, 58 percet és 44 másodpercet (260 óra) töltött a világűrben. 7 200 000 kilométert (4 450 000 mérföldet) repült, 170 alkalommal kerülte meg a Földet.
- Szojuz TMA–10 a 15. hosszú időtartamú missziót szállította az ISS fedélzetére. Pozíciója fedélzeti mérnök, az űrsikló látogatása során parancsnok. A személyzet megkezdte az előírt munkaprogram végrehajtását. Második űrszolgálata 196 nap, 17 óra, 4 perc és 35 másodpercig tartott. Három űrsétát (kutatás, szerelés) végzett, összesen 18 óra és 44 percig volt távol az űrállomástól.
- Szojuz TMA–19 parancsnoka és az ISS fedélzeti mérnöke. Harmadik űrszolgálata 163 nap, 7 óra, 10 perc és 47 másodpercig tartott. Három űrsétát (kutatás, szerelés) végzett, összesen 13 óra és 10 percig volt távol az űrállomástól.
- Szojuz TMA–09M parancsnokaként 2013. május 28-án indult negyedik űrprogramjának teljesítésére.

### Tartalék személyzet
- Szojuz TMA–8 parancsnoka
- Szojuz TMA–07M parancsnoka

## Kitüntetések
- Megkapta az Arany Csillag kitüntetést.